# Kassina cassinoides
Kassina cassinoides là một loài ếch thuộc họ Hyperoliidae.
Loài này có ở Burkina Faso, Cameroon, Bờ Biển Ngà, Gambia, Ghana, Mali, có thể cả Bénin, có thể cả Tchad, có thể cả Guinea, có thể cả Guinea-Bissau, có thể cả Mauritanie, có thể cả Niger, có thể cả Nigeria, có thể cả Senegal, và có thể cả Togo.
Môi trường sống tự nhiên của chúng là rừng ẩm vùng đất thấp nhiệt đới hoặc cận nhiệt đới, xavan khô, xavan ẩm, vùng cây bụi khô khu vực nhiệt đới hoặc cận nhiệt đới, hồ nước ngọt có nước theo mùa, đầm nước ngọt có nước theo mùa, và vùng đồng cỏ.